# Bez dechu
Bez dechu je americký akční thrillerový film roku 2011, režírovaný Johnem Singletonem. Hlavními hvězdami jsou Taylor Lautner, Lily Collins, Sigourney Weaver, Maria Bello, Jason Isaacs, Michael Nyqvist a Alfred Molina.

## Obsazení
- Taylor Lautner jako Nathan Harper/Steven Price
- Lily Collins jako Karen Murphy
- Alfred Molina jako Frank Burton
- Jason Isaacs jako Kevin Harper
- Maria Bello jako Mara Harper
- Sigourney Weaver jako Doktorka Geraldine "Geri" Bennett
- Michael Nyqvist jako Nikola Kozlow
- Dermont Mulroney jako Martin Price
- Nickola Shreli jako Alec
- Elisabeth Röhm jako Lorna Price
- Antonique Smith jako Sandra Burns
- Denzel Whitaker jako Gilly
- Nich Donalies jako Jack Vendor

## Ocenění
Taylor Lautner byl za roli nominován na cenu Zlatá malina v kategorii Nejhorší herec za roli ve filmu (a také za roli ve filmu Twilight Sága: Rozbřesk - 1.část), cenu získal Adam Sandler. Film získal dvě nominace na cenu Teen Choice Award v kategoriích Nejlepší akční film a Nejlepší herec v akčním filmu a následně získal obě ceny. 